# Лигонкио
Лигонкио (итал. Ligonchio) је насеље у Италији у округу Ређо Емилија, региону Емилија-Ромања.
Према процени из 2011. у насељу је живело 257 становника. Насеље се налази на надморској висини од 976 м.

## Становништво
Према резултатима пописа становништва 2011. у општини је живело 861 становника.
| 1951. | 1961. | 1971. | 1981. | 1991. | 2001. | 2011. |
| ----- | ----- | ----- | ----- | ----- | ----- | ----- |
| 2.813 | 2.405 | 1.644 | 1.445 | 1.195 | 1.005 | 861   |